# Закариаш, Йожеф
Йо́жеф За́кариаш (венг. Zakariás József; 24 марта 1925, Будапешт, Венгрия — 22 ноября 1971, Будапешт, Венгрия) — венгерский футболист. Выступал на позиции полузащитника и защитника.
Олимпийский чемпион 1952 и Вице-чемпион мира 1954 в составе сборной Венгрии.

## Карьера

### Клубная
С 1941 по 1944 год выступал за «Кабельяр».
С 1945 по 1950 играл за клуб «Гамма», который за это время неоднократно менял своё название («Будаи», «Будаи МСЭ», «Матеос Мункаш», «Техерфувар». В 1950 выступал за будапештский «БКВ Элёре».
С 1951 по 1956 играл за клуб «Баштя», который позднее назывался «Вёрёш Лобого», после чего перешёл в «Эдьетертеш», где и завершил карьеру в 1958 году.

### Тренерская
С 1959 по 1960 год возглавлял «Сигетсентмиклош», затем с 1961 по 1968 год руководил сборной Гвинеи, после чего, с 1968 по 1971 год тренировал клуб «Эрдерт Медош».

## Достижения
- Олимпийский чемпион: 1952
- Вице-чемпион мира: 1954
- Обладатель Кубка Центральной Европы: 1953
- Чемпион Венгрии: 1953, 1958
- Обладатель Кубка Венгрии: 1952
- Обладатель Кубка Митропы: 1955
- В декабре 1953 года награждён орденом Труда «за достижения в области футбола и ряд одержанных побед» и за победу над сборной Англии в выездной товарищеской игре[1].